# CIM-10 Capítol VI: Malalties del sistema nerviós
| Capítol | Codis   | Títol |
| ------- | ------- | --- |
| I       | A00-B99 | Certes malalties infeccioses i parasitàries                                                                  |
| II      | C00-D48 | Neoplàsies                                                                                                   |
| III     | D50-D89 | Malalties de la sang i dels òrgans hematopoètics i altres trastorns que afecten el mecanisme de la immunitat |
| IV      | E00-E90 | Malalties endocrines, nutricionals i metabòliques                                                            |
| V       | F00-F99 | Trastorns mentals i del comportament                                                                         |
| VI      | G00-G99 | Malalties del sistema nerviós                                                                                |
| VII     | H00-H59 | Malalties de l'ull i els seus annexos                                                                        |
| VIII    | H60-H95 | Malalties de l'oïda i de l'apòfisi mastoide                                                                  |
| IX      | I00-I99 | Malalties del sistema circulatori                                                                            |
| X       | J00-J99 | Malalties del sistema respiratori                                                                            |
| XI      | K00-K93 | Malalties de l'aparell digestiu                                                                              |
| XII     | L00-L99 | Malalties de la pell i el teixit subcutani                                                                   |
| XIII    | M00-M99 | Malalties del sistema osteomuscular i del teixit connectiu                                                   |
| XIV     | N00-N99 | Malalties de l'aparell genitourinari                                                                         |
| XV      | O00-O99 | Embaràs, part i puerperi                                                                                     |
| XVI     | P00-P96 | Certes afeccions originades en el període perinatal                                                          |
| XVII    | Q00-Q99 | Malformacions congènites, deformitats i anomalies cromosòmiques                                              |
| XVIII   | R00-R99 | Símptomes, signes i troballes anormals clíniques i de laboratori, no classificats en un altre lloc           |
| XIX     | S00-T98 | Traumatismes, enverinaments i algunes altres conseqüències de causa externa                                  |
| XX      | V01-Y98 | Causes externes de morbiditat i de mortalitat                                                                |
| XXI     | Z00-Z99 | Factors que influeixen en l'estat de salut i contacte amb els serveis de salut                               |
| XXII    | O00-U99 | Codis per a situacions especials                                                                             |

La 10a Revisió de la Classificació Estadística Internacional de les Malalties i Problemes de Salut Relacionats (CIM-10) és una codificació de malalties, trastorns, signes, símptomes, troballes anormals, denúncies, circumstàncies socials i causes externes de lesions o malalties, segons la classificació de l'Organització Mundial de la Salut (OMS). Aquesta pàgina conté la llista de problemes del capítol VI de la CIM-10: Malalties del sistema nerviós. 
- Sols apareixen els problemes codificats amb la lletra del capítol i dos dígits (per exemple A00), amb tres dígits (separada l'últim dígit per un punt, per exemple A04.0), i rarament amb quatre dígits.
- S'han exclòs els problemes de més de dos dígits que fan referència a "altres" problemes especificats (però no definits) o a problemes no especificats; aquests dos casos corresponen, respectivament, als dígits finals 8 i 9.
- També s'han exclòs els problemes de més de dos dígits que no aporten problemes de salut "diferents" dels de l'enunciat principal i que sols modifiquen "qualitativament" el problema de salut al qual fan referència. Per exemple: A00 és el codi pel còlera, però no s'han presentat els codis A00.1 i A00.2 que diferencien el còlera segons dos tipus de bacteri que el provoquen.

## G00-G09 -Malalties inflamatòriesdelsistema nerviós central
- (G00) Meningitis bacteriana, no classificada en altra part. (Inclou aracnoiditis, leptomeningitis, meningitis i paquimeningitis bacteriana. Exclou meningoencefalitis bacteriana (G04.2) i meningomielitis bacteriana (G04.2).)
  - (G00.0) Meningitis per Haemophilus influenzae.
  - (G00.1) Meningitis neumocòcica.
  - (G00.2) Meningitis estreptocòcica.
  - (G00.3) Meningitis estafilocòcica.
  - (G00.8) Altres meningitis bacterianes, degudes a Escherichia coli, Friedländer bacillus, Klebsiella sp.
- (G01) Meningitis bacterianas classificades en altres parts. Meningitis per àntrax (A22.8), gonocòcica (A54.8), meningocòcica (A39.0), per leptospirosis (A27.-), per Listeria monocytogenes (A32.1), malaltia de Lyme (A69.2), neurosífilis (A52.1), sífilis congènita (A50.4), sífilis secundària (A51.4), tuberculosi (A17.0) i febre tifoidea (A01.0). (Exclou meningoencefalitis i meningomielitis bacterianes classificades en altres parts (G05.0).)
- (G02) Meningitis en altres malalties infeccioses i parasitàries classificades en altress parts. (Exclou meningoencefalitis i meningomielitis en altres malalties infeccioses i parasitàries classificades en altres parts (G05.1-G05.2).)
  - (G02.0) Meningitis virals classificades en altres parts: meningitis per adenovirus (A87.1), enterovirus (A87.0), herpesvirus (virus d'herpes simple) (B00.3), mononucleosi infecciosa (B27.-), xarampió (B05.1), parotiditis (B26.1), rubèola (B06.0), varicel·la (B01.0) i herpes zòster (B02.1).
  - (G02.1) Meningitis micòtiques: meningitis en candidiasi (B37.5), coccidioidomicosi (B38.4) i criptococosi (B45.1).
- (G03) Meningitis deguda a altres causes i causes sense especificar. (Inclou aracnoiditis, leptomeningitis, meningitis i paquimeningitis, degudes a altres causes sense especificar. Exclou meningoencefalitis (G04.-) i meningomielitis (G04.-).)
  - (G03.0) Meningitis no piogènica (no bacteriana).
  - (G03.1) Meningitis crònica.
  - (G03.2) Meningitis recurrent benigna o meningitis de Mollaret.
- (G04) Encefalitis, mielitis i encefalomielitis (Inclou mielitis aguda ascendent, meningoencefalitis i meningomielitis. Exclou encefalomielitis miàlgica benigna (G93.3), encefalopatia (sense especificar (G93.4), alcohòlica (G31.2) i tòxica (G92)); esclerosi múltiple (G35); i mielitis aguda transversa (G37.3) i mielitis subaguda necrosant (G37.4).)
  - (G04.0) Encefalitis aguda disseminada: encefalitis i encefalomielitis post-immunització. Useu codis externs de causa (Capítol XX), si desitgeu identificar la vacuna.
- (G05) Encefalitis, mielitis i encefalomielitis en malalties classificades en un altre lloc
- (G06) Abscés i granuloma intracranials i intrarraquidis l'agent infecciós.
- (G07) Abscés i granuloma intracranials i intrarraquidis en malalties classificades en un altre lloc
- (G08) Flebitis i tromboflebitis intracranials i intrarraquídies
- (G09) Seqüeles de malalties inflamatòries del sistema nerviós central

## G10-G13 - Atròfies sistèmiques que afecten principalment el sistema nerviós central
- (G10) Malaltia de Huntington
- (G11) Atàxia hereditària
  - (G11.0) Atàxia no progressiva congènita
  - (G11.1) Atàxia cerebel·losa d'inici precoç
  - (G11.2) Atàxia cerebel·losa d'inici tardà
  - (G11.3) Atàxia cerebel·losa amb reparació de DNA defectuós
  - (G11.4) Paraplegia espàstica hereditària
- (G12) Atròfia muscular espinal i síndromes relacionades
  - (G12.0) Atròfia muscular espinal infantil, tipus I [Werdnig-Hoffman]
  - (G12.1) Altres tipus d'atròfia muscular espinal hereditària
  - (G12.2) Malaltia de la neurona motora
- (G13) Atròfies sistèmiques que afecten principalment el sistema nerviós central en malalties classificades en un altre lloc
  - (G13.0) Neuromiopatia i neuropatia paraneoplàstiques
  - (G13.1) Altres tipus d'atròfia sistèmica que afecten principalment el sistema nerviós central en malaltia neoplàstica
  - (G13.2) Atròfia sistèmica que afecta principalment el sistema nerviós central en mixedema (E00.1†, E03.-†)

## G20-G26 - Trastorns extrapiramidals i de moviment
- (G20) Malaltia de Parkinson
- (G21) Parkinsonisme secundari
- (G22) Parkinsonisme en malalties classificades en un altre lloc
- (G23) Altres malalties degeneratives dels ganglis basals
  - (G23.0) Malaltia de Hallervorden-Spatz
  - (G23.1) Oftalmoplegia supranuclear progressiva [Steele-Richardson-Olszewski]
  - (G23.2) Degeneració estrionigral
- (G24) Distonia
- (G25) Altres trastorns extrapiramidals i de moviment
  - (G25.0) Tremolor essencial
  - (G25.1) Tremolor induït per fàrmacs
  - (G25.2) Altres formes de tremolor especificades
  - (G25.3) Mioclònia
  - (G25.4) Corea induïda per fàrmacs
  - (G25.5) Altres tipus de corea
  - (G25.6) Tics induïts per fàrmacs i altres tics d'origen orgànic
- (G26) Trastorns extrapiramidals i de moviment en malalties classificades en un altre lloc

## G30-G32 - Altres malalties degeneratives del sistema nerviós
- (G30) Malaltia d'Alzheimer
- (G31) Altres malalties degeneratives del sistema nerviós no classificades a cap altre lloc
  - (G31.0) Atròfia cerebral circumscrita
  - (G31.1) Degeneració senil cerebral no classificada a cap altre lloc
  - (G31.2) Degeneració del sistema nerviós provocada per alcohol
- (G32) Altres trastorns degeneratius del sistema nerviós en malalties classificades en un altre lloc

## G35-G37 - Malalties desmielinitzants del sistema nerviós central
- (G35) Esclerosi múltiple
- (G36) Altres tipus de desmielinització disseminada aguda
  - (G36.0) Neuromielitis òptica [Devic]
  - (G36.1) Leucoencefalitis hemorràgica aguda i subaguda [Hurst]
- (G37) Altres malalties desmielinitzants del sistema nerviós central
  - (G37.0) Esclerosi difusa
  - (G37.1) Desmielinització central de cos callós
  - (G37.2) Mielinòlisi pòntica central
  - (G37.3) Mielitis transversa aguda en malaltia desmielinitzant del sistema nerviós central
  - (G37.4) Mielitis necrosant subaguda
  - (G37.5) Esclerosi concèntrica [Baló]

## G40-G47 - Trastorns episòdics i paroxismals
- (G40) Epilèpsia
- (G41) Estat epilèptic
- (G43) Migranya
- (G44) Altres síndromes amb cefalàlgia
  - (G44.0) Síndrome de la cefalàlgia de Horton
  - (G44.1) Cefalàlgia vascular no classificada a cap altre lloc
  - (G44.2) Cefalàlgia de tipus tensional
  - (G44.3) Cefalàlgia posttraumàtica crònica
  - (G44.4) Cefalàlgia induïda per fàrmacs no classificada a cap altre lloc
- (G45) Atacs isquèmics cerebrals transitoris i síndromes relacionades
  - (G45.0) Síndrome de l'artèria vertebrobasilar
  - (G45.1) Síndrome de l'artèria caròtide (hemisfèrica)
  - (G45.2) Síndromes de l'artèria precerebral bilateral i múltiple
  - (G45.3) Amaurosi fugaç
  - (G45.4) Amnèsia global transitòria
- (G46) Síndromes vasculars de l'encèfal en malalties cerebrovasculars
  - (G46.0) Síndrome de l'artèria cerebral mitjana (I66.0†)
  - (G46.1) Síndrome de l'artèria cerebral anterior (I66.1†)
  - (G46.2) Síndrome de l'artèria cerebral posterior (I66.2†)
  - (G46.3) Síndrome apoplèctica del tronc encefàlic (I60-I67†)
  - (G46.4) Síndrome apoplèctica cerebel·losa (I60-I67†)
  - (G46.5) Síndrome lacunar motora pura (I60-I67†)
  - (G46.6) Síndrome lacunar sensorial pura (I60-I67†)
  - (G46.7) Altres síndromes lacunars (I60-I67†)
  - (G46.8) Altres síndromes vasculars de l'encèfal en malalties cerebrovasculars (I60-I67†)
- (G47) Trastorns del son
  - (G47.0) Trastorns de l'inici i el manteniment del son [insomnis]
  - (G47.1) Trastorns de somnolència excessiva [hipersòmnies]
  - (G47.2) Trastorns de l'horari de son i vigília
  - (G47.3) Apnea del son
  - (G47.4) Narcolèpsia i cataplexia

## G50-G59 - Trastorns dels nervis, les arrels i els plexes nerviosos
- (G50) Trastorns del nervi trigemin
- (G51) Trastorns del nervi facial
- (G52) Trastorns d'altres nervis cranials
  - (G52.0) Trastorns del nervi olfactori
  - (G52.1) Trastorns del nervi glossofaringi
  - (G52.2) Trastorns del nervi vague
  - (G52.3) Trastorns del nervi hipoglòs
  - (G52.7) Trastorns de múltiples nervis cranials
- (G53) Trastorns del nervi cranial en malalties classificades en un altre lloc
  - (G53.0) Neuràlgia postherpes zòster (B02…)
  - (G53.1) Paràlisis de múltiples nervis cranials en malalties infeccioses i parasitàries classificades en un altre lloc (A00-B99…
  - (G53.2) Paràlisis de múltiples nervis cranials en sarcoïdosi (D86.8…)
  - (G53.3) Paràlisis de múltiples nervis cranials en malaltia neoplàstica (C00-D48…)
- (G54) Trastorns de les arrels i els plexes nerviosos
  - (G54.0) Trastorns del plexe braquial
  - (G54.1) Trastorns del plexe lumbosacre
  - (G54.2) Trastorns de les arrels cervicals no classificats a cap altre lloc
  - (G54.3) Trastorns de les arrels dorsals no classificats a cap altre lloc
  - (G54.4) Trastorns de les arrels lumbosacres no classificats a cap altre lloc
  - (G54.5) Neuràlgia amiotròfica
  - (G54.6) Síndrome del membre fantasma amb dolor
  - (G54.7) Síndrome del membre fantasma sense dolor
- (G55) Compressions de les arrels i els plexes nerviosos en malalties classificades en un altre lloc
- (G56) Mononeuropaties de l'extremitat superior
  - (G56.0) Síndrome del túnel carpià
  - (G56.1) Altres lesions del nervi medià
  - (G56.2) Lesió del nervi cubital
  - (G56.3) Lesió del nervi radial
  - (G56.4) Causàlgia
- (G57) Mononeuropaties de l'extremitat inferior
  - (G57.0) Lesió del nervi ciàtic
  - (G57.1) Meràlgia parestèsica
  - (G57.2) Lesió del nervi femoral
  - (G57.3) Lesió del nervi popliti extern
  - (G57.4) Lesió del nervi popliti intern
  - (G57.5) Síndrome del túnel tarsià
  - (G57.6) Lesió del nervi plantar
- (G58) Altres mononeuropaties
  - (G58.0) Neuropatia intercostal
  - (G58.7) Mononeuritis múltiple
- (G59) Mononeuropatia en malalties classificades en un altre lloc
  - (G59.0) Mononeuropatia diabètica (E10-E14 amb el quart caràcter comú .4…)

## G60-G64 - Polineuropaties i altres trastorns del sistema nerviós perifèric
- (G60) Neuropatia hereditària i idiopàtica
- (G61) Polineuropatia inflamatòria
  - (G61.0) Síndrome de Guillain-Barré
  - (G61.1) Neuropatia per sèrum
- (G62) Altres polineuropaties
  - (G62.0) Polineuropatia induïda per fàrmacs
  - (G62.1) Polineuropatia alcohòlica
  - (G62.2) Polineuropatia provocada per altres agents tòxics
- (G63) Polineuropatia en malalties classificades en un altre lloc
  - (G63.0) Polineuropatia en malalties infeccioses i parasitàries classificades en un altre lloc
  - (G63.1) Polineuropatia en malaltia neoplàstica (C00-D48…)
  - (G63.2) Polineuropatia diabètica (E10-E14 amb el quart caràcter comú .4†)
  - (G63.3) Polineuropatia en altres malalties endocrines i metabòliques
  - (G63.4) Polineuropatia en carència nutricional (E40-E64†)
  - (G63.5) Polineuropatia en trastorns del teixit connectiu sistèmic (M30-M35†)
  - (G63.6) Polineuropatia en altres trastorns musculoesquelètics (M00-M25†,
- (G64) Altres trastorns del sistema nerviós perifèric

## G70-G73 - Malalties de la unió mioneural i els músculs
- (G70) Miastènia greu i altres trastorns mioneurals
- (G71) Trastorns primaris dels músculs
  - (G71.0) Distròfia muscular
  - (G71.1) Trastorns miotònics
  - (G71.2) Miopaties congènites
  - (G71.3) Miopatia mitocondrial no classificada a cap altre lloc
- (G72) Altres miopaties
  - (G72.0) Miopatia induïda per fàrmacs
  - (G72.1) Miopatia alcohòlica
  - (G72.2) Miopatia provocada per altres agents tòxics
  - (G72.3) Paràlisi periòdica
  - (G72.4) Miopatia inflamatòria no classificada a cap altre lloc
- (G73) Trastorns de la unió mioneural i els músculs en malalties classificades en un altre lloc
  - (G73.0) Síndromes miastèniques en malalties endocrines
  - (G73.1) Síndrome d'Eaton-Lambert (C80†)
  - (G73.2) Altres síndromes miastèniques en malaltia neoplàstica (C00-D48†)
  - (G73.3) Síndromes miastèniques en altres malalties classificades en un altre lloc
  - (G73.4) Miopatia en malalties infeccioses i parasitàries classificades en un altre lloc
  - (G73.5) Miopatia en malalties endocrines
  - (G73.6) Miopatia en malalties metabòliques
  - (G73.7) Miopatia en altres malalties classificades en un altre lloc

## G80-G83 - Paràlisi cerebral i altres síndromes paralítiques
- (G80) Paràlisi cerebral
- (G81) Hemiplegia
- (G82) Paraplegia i quadriplegia
- (G83) Altres síndromes paralítiques
  - (G83.0) Diplegia de les extremitats superiors
  - (G83.1) Monoplegia d'extremitat inferior
  - (G83.2) Monoplegia d'extremitat superior
  - (G83.3) Monoplegia no especificada
  - (G83.4) Síndrome de la cua de cavall

## G90-G99 - Altres trastorns del sistema nerviós
- (G90) Trastorns del sistema nerviós autònom
  - (G90.0) Neuropatia autonòmica perifèrica idiopàtica
  - (G90.1) Disautonomia familiar [Riley-Day]
  - (G90.2) Síndrome de Horner
  - (G90.3) Degeneració multisistèmica
  - (G90.4) Disreflèxia autonòmica
- (G91) Hidrocefàlia
- (G92) Encefalopatia tòxica
- (G93) Altres trastorns de l'encèfal
  - (G93.0) Quists cerebrals
  - (G93.1) Dany cerebral anòxic no classificat a cap altre lloc
  - (G93.2) Hipertensió intracranial benigna
  - (G93.3) Síndrome de fatiga postvírica
  - (G93.4) Encefalopatia no especificada
  - (G93.5) Compressió encefàlica
  - (G93.6) Edema cerebral
  - (G93.7) Síndrome de Reye
- (G94) Altres trastorns de l'encèfal en malalties classificades en un altre lloc
- (G95) Altres malalties de la medul·la espinal
  - (G95.0) Siringomièlia i siringobúlbia
  - (G95.1) Mielopaties vasculars
  - (G95.2) Compressió medul·lar no especificada
- (G96) Altres trastorns del sistema nerviós central
  - (G96.0) Filtració de líquid cefalorraquidi
  - (G96.1) Trastorns de les meninges no classificats a cap altre lloc
- (G97) Trastorns del sistema nerviós posteriors a un procediment no classificats a cap altre lloc
- (G98) Altres trastorns del sistema nerviós no classificats a cap altre lloc
  - (G99.0) Neuropatia autonòmica en malalties endocrines i metabòliques
  - (G99.1) Altres trastorns del sistema nerviós autònom en altres malalties classificades en un altre lloc
  - (G99.2) Mielopatia en malalties classificades en un altre lloc
- (G99) Altres trastorns del sistema nerviós en malalties classificades en un altre lloc